# Чехи (Західнопоморське воєводство)
Чехи (пол. Czechy, нім. Zechendorf) — село в Польщі, у гміні Ґжмьонца Щецинецького повіту Західнопоморського воєводства.
Населення — 246 осіб (2011).

## Демографія
Демографічна структура станом на 31 березня 2011 року:
|          | Загалом | Допрацездатний вік | Працездатний вік | Постпрацездатний вік |
| -------- | ------- | ------------------ | ---------------- | -------------------- |
| Чоловіки | 112     | 24                 | 78               | 10                   |
| Жінки    | 134     | 28                 | 81               | 25                   |
| Разом    | 246     | 52                 | 159              | 35                   |